# Älvsborgsbygden
Älvsborgsbygden var en dagstidningen utgiven i Borås under 1934.
Tidningen startade med ett provnummer 2 december 1933 under titeln Älvsborgsbygden - Organ för Bondeförbundet i Älvsborgs län. Tidningen representerade politiskt sedan också Bondeförbundet. Sedan kom tidningen ut med tre åttasidiga nummer i veckan tisdagar, torsdagar och lördagar under 1934. Titeln hade då fått undertiteln Nyhets- och annonsorgan. Tidningens redaktör och ansvarige utgivare var Torsten Andersson som satt i Borås. Tidningstrycket från Aktiebolaget Nya Boktryckeriet i Borås var bara i svart på en satsyta 51x36 cm stor med antikva som typsnitt. Årsprenumerationen för 1934 var 5 kr. 1934 blev tidningens enda år för den 18 december 1934 kom sista numret. Tidningen var en edition av Sjuhäradsbygdens tidning och uppgick i denna vid sin nedläggning.